# Saint-Aubin-le-Monial
Saint-Aubin-le-Monial är en kommun i departementet Allier i regionen Auvergne-Rhône-Alpes i de centrala delarna av Frankrike. Kommunen ligger  i kantonen Bourbon-l'Archambault som ligger i arrondissementet Moulins. År 2022 hade Saint-Aubin-le-Monial 266 invånare.

## Befolkningsutveckling
Antalet invånare i kommunen Saint-Aubin-le-Monial
Referens: INSEE